# Tina Poli-Randaccio
Tina Poli-Randaccio   (Ferrara, 3 d'abril de 1879 - Milà, 10 de febrer de 1956) va ser una soprano italiana. Nascuda com a Ernestina Poli, es va casar el 1904 amb el tenor Ruggero Randaccio que va abandonar la seva carrera per dedicar-se a la d'ella.

## Biografia
Va estudiar amb Gaetano Ortisi al Conservatori Estatal de Música "Gioachino Rossini" de Pesaro, debutant el 1901 al Teatre Gaetano Donizetti de Bèrgam com Amelia de Un ballo in maschera, de Giuseppe Verdi, iniciant una brillant carrera de soprano dramàtica.
L'any 1905 va ser al Teatre Municipal de Rio de Janeiro i va estar de gira per Amèrica del Nord amb Pietro Mascagni. El 1910 va cantar a Rio a l'estrena de Tristan und Isolde de Richard Wagner i al Teatro alla Scala va ser Brunhilde a Siegfried i Minnie a La fanciulla del West, una òpera que també va representar a Nàpols, Bari i Lucca.
Durant la seva carrera va cantar en les primeres representacions de diverses òperes, com ara Parisina de Pietro Mascagni (1913), Abisme d'Antonio Smareglia (1914), L'ombra de Don Giovanni de Franco Alfano (1914) i Madame di Challand de Carmine Guarino (1927).
La seva carrera va continuar brillantment als grans teatres del món: París (1915), Buenos Aires i l'Havana (1916), Barcelona, Madrid, Londres i Verona (1920) i Berlín (1924).
Al Gran Teatre del Liceu de Barcelona va cantar les temporades 1919-1920, 1920-1921, 1922-1923, 1924-1925 i 1927-1928, en les òperes La Gioconda, Aida, Un ballo in maschera, Lucrezia Borgia, Ernani, Tosca, Les huguenots i Sor Beatriu, a més de la funció d'homenatge (serata d'onore) d'Hipòlit Lázaro (2 de gener de 1923) i de les funcions de benefici en el seu nom (1920, 1921 i 1923). El 15 de desembre de 1924 va participar en una funció extraordinària a benefici dels soldats de la guarnició de Catalunya que lluitaven a la Guerra del Rif.
La participació en l'òpera Sor Beatriu va ser a l'estrena de l'òpera, una obra amb música d'Antoni Marquès i llibret de Ventura Gassol. L'estrena absoluta va tenir lloc al Liceu el dissabte 20 de desembre de 1924, amb els cantants següents: Tina Poli-Randaccio (sor Beatriu), Elena Lucci (abadessa), Carme Vilà (la Verge), Ferrer (la nena aleta), Alexina Zanardi (sor Felicitat), Maria Fiori (sor Clemència), Galli Marchetti (sor Balbina), Josefina Roca (sor Englantina), Gili (sor Gisela), Baña (sor Regina), Filippo Santagostino (el príncep Bellidor), Gabriel Olaizola (el capellà) i Vicenç Gallofre (el trobador). La direcció musical va anar a càrrec de Vincenzo Bellezza i l'escènica d'Eugeni Salarich.
En els darrers anys va concentrar la seva activitat a Itàlia, retirant-se dels escenaris després d'un darrer Turandot al Teatre Comunale de Bolonya el 1934.